# 武家伝奏
武家伝奏（ぶけてんそう）は、室町時代から江戸時代にかけての朝廷における職名の一つ。公卿が任じられ、武家の奏請を朝廷に取り次ぐ役目を果たした。

## 概要
建武の新政の際に置かれ、室町幕府がこれを制度化した。役料はそれぞれ250俵が与えられ、この他に官位禄物の配当があった。定員は江戸時代には2名。
江戸幕府の下では、1603年（慶長8年）に設置され、幕末の1867年（慶応3年）まで続いた。

## 沿革

### 室町時代
室町時代には武家伝奏が改元や任官を幕府に通告し、公武間の意思疎通を図った。また、足利義満以後武家伝奏を経由して室町殿の政治的要求を朝廷に伝える役目を果たした。ただし、武家伝奏の形態が固まったのは戦国時代の永正年間以後である。また、室町幕府においては足利将軍家の外戚として有力公家である日野家・近衛家の両家があり、こうした家が朝廷と幕府の仲介に立つ場合もあった。

### 江戸時代
江戸時代には学問に優れて弁舌が巧みな大納言級の公卿が伝奏に任じられ、就任の際には京都所司代より血判提出を求められた。幕府に対する勅使には武家伝奏が任じられ、幕府による朝政への介入が強まるようになって以降は摂関家・議奏との合議で朝廷の運営に関与するようになった。この時代、伝奏の任命には幕府の許可が必要であるが、任命方法は同じ江戸時代でも変遷があり、江戸前期は幕府が人選を決定し、朝廷は追認するのみであった。中期ごろから朝廷が人選し、幕府が基本的に許可を出す関係へと移行した。幕末には、朝廷の人選に対する幕府の拒否権がなくなり、事後報告を受けるのみとなった。前期は幕府の朝廷抑制政策のため、中期ごろは誰が務めても大差がなくなり幕府にとって人選の利益が薄くなってきたため、幕末は朝廷・幕府間の権力関係が逆転したためと考えられる。
王政復古の大号令に伴い廃止され、これまでの武家伝奏の職務は差し当たり参与が取り扱うことになり、参与役所を設けて堂上の参与5人がこれを担当した。

## 武家伝奏の一覧
補任順に配列することを原則としたが、室町時代末期から織豊政権期にかけての伝奏についてはなお検討の余地がある。
以下、一覧中の（再）は再任、（臨）は臨時代行を示す。

### 室町時代
- 万里小路嗣房
- 広橋仲光
- 日野資教
- 裏松重光
- 広橋兼宣
- 甘露寺清長 - 応永20年5月20日（1413年6月18日）任
- 松木宗量 - 応永20年6月29日（1413年7月26日）任
- 清閑寺家房 - 応永20年7月23日（1413年8月19日）任
- 勧修寺経興
- 広橋親光 - 応永35年2月23日（1428年3月9日）任
- 万里小路時房 - 応永35年2月23日（1428年3月9日）任
- 中山定親 - 永享8年10月17日（1436年11月25日）任
- 万里小路時房（再） - 嘉吉3年11月22日（1443年12月13日）任
- 正親町三条実雅 - 嘉吉3年11月22日（1443年12月13日）任
- 中山親通 - 文安5年（1448年）3月末任
- 万里小路冬房 - 宝徳3年3月5日（1451年4月6日）任
- 広橋綱光
- 勧修寺教秀 - 文明3年4月29日（1471年5月19日）任
- 広橋兼顕 - 文明9年閏1月5日（1477年2月18日）任
- 勧修寺政顕 - 明応5年7月6日（1496年8月14日）任
- 勧修寺尚顕（臨） - 永正元年7月2日（1504年8月11日）任
- 勧修寺尚顕 - 永正5年6月24日（1508年7月21日）任
- 広橋守光 - 永正6年6月21日（1509年7月8日）任
- 広橋兼秀 - 大永6年9月23日（1526年10月28日）任
- 勧修寺尹豊
- 広橋国光
- 勧修寺晴秀（臨） - 永禄8年（1565年）？任
- 万里小路惟房 - 永禄11年（1568年）？任
- 飛鳥井雅教 - 永禄11年（1568年）？任

### 織豊時代
- 勧修寺晴右 - 元亀4年（1573年）？任
- 三条西実澄
- 中山孝親
- 庭田重保
- 甘露寺経元
- 勧修寺晴豊
- 中山親綱
- 広橋兼勝
- 今出川晴季 - 天正14年（1586年）？任
- 久我季通
- 中山慶親 - 慶長3年（1598年）？任
- 広橋兼勝（再） - 慶長5年（1600年）？任 → 江戸時代の武家伝奏に移行
- 勧修寺光豊 - 慶長6年（1601年）？任 → 江戸時代の武家伝奏に移行

### 江戸時代
| 名             | 補任                               | 解任（*印は死没による解任）         |
| -------------- | ---------------------------------- | ----------------------------------- |
| 広橋兼勝       | 慶長8年2月12日（1603年3月24日）    | 元和8年12月18日（1623年1月18日）*   |
| 勧修寺光豊     | 慶長8年2月12日（1603年3月24日）    | 慶長17年10月27日（1612年11月19日）* |
| 三条西実条     | 慶長18年7月11日（1613年8月26日）   | 寛永17年10月9日（1640年11月22日）*  |
| 中院通村       | 元和9年10月28日（1623年12月19日）  | 寛永7年9月15日（1630年10月20日）    |
| 日野資勝       | 寛永7年9月15日（1630年10月20日）   | 寛永16年6月15日（1639年7月15日）*   |
| 今出川経季     | 寛永16年8月13日（1639年9月10日）   | 慶安5年2月7日（1652年3月16日）      |
| 飛鳥井雅宣     | 寛永17年12月28日（1641年2月8日）   | 慶安4年3月21日（1651年5月10日）*    |
| 野宮定逸       | 慶安5年2月7日（1652年3月16日）     | 明暦4年2月15日（1658年3月18日）*    |
| 清閑寺共房     | 慶安5年2月7日（1652年3月16日）     | 寛文元年7月24日（1661年8月18日）    |
| 勧修寺経広     | 明暦4年7月10日（1658年8月8日）     | 寛文4年10月6日（1664年11月23日）    |
| 飛鳥井雅章     | 寛文元年9月27日（1661年11月18日）  | 寛文10年9月10日（1670年10月23日）   |
| 正親町実豊     | 寛文4年10月6日（1664年11月23日）   | 寛文10年9月12日（1670年10月25日）   |
| 日野弘資       | 寛文10年9月15日（1670年10月28日）  | 延宝3年5月18日（1675年7月10日）     |
| 中院通茂       | 寛文10年9月15日（1670年10月28日）  | 延宝3年2月10日（1675年3月6日）      |
| 花山院定誠     | 延宝3年2月10日（1675年3月6日）     | 貞享元年8月23日（1684年10月2日）    |
| 千種有能       | 延宝3年5月18日（1675年7月10日）    | 天和3年11月27日（1684年1月13日）    |
| 甘露寺方長     | 天和3年11月28日（1684年1月14日）   | 貞享元年12月27日（1685年1月31日）   |
| 千種有維       | 貞享元年9月28日（1684年11月5日）   | 元禄5年11月23日（1692年12月30日）   |
| 柳原資廉       | 貞享元年12月27日（1685年1月31日）  | 宝永5年12月13日（1709年1月23日）    |
| 持明院基時     | 元禄5年12月12日（1693年1月17日）   | 元禄6年8月16日（1693年9月15日）     |
| 正親町公通     | 元禄6年8月16日（1693年9月15日）    | 元禄13年2月6日（1700年3月26日）     |
| 高野保春       | 元禄13年6月28日（1700年8月12日）   | 正徳2年5月24日（1712年6月27日）     |
| 庭田重条       | 宝永5年12月23日（1709年2月2日）    | 享保3年閏10月1日（1718年11月22日）  |
| 徳大寺公全     | 正徳2年6月26日（1712年7月29日）    | 享保4年11月30日（1720年1月9日）     |
| 中院通躬       | 享保3年閏10月1日（1718年11月22日） | 享保11年9月15日（1726年10月10日）   |
| 中山兼親       | 享保4年12月23日（1720年2月1日）    | 享保19年10月24日（1734年11月19日）  |
| 園基香         | 享保11年9月21日（1726年10月16日）  | 享保16年8月9日（1731年9月9日）      |
| 三条西公福     | 享保16年9月2日（1731年10月2日）    | 享保19年11月7日（1734年12月1日）    |
| 葉室頼胤       | 享保19年11月7日（1734年12月1日）   | 延享4年12月19日（1748年1月19日）    |
| 冷泉為久       | 享保19年11月22日（1734年12月16日） | 寛保元年8月29日（1741年10月8日）*   |
| 久我通兄       | 寛保元年9月19日（1741年10月28日）  | 寛延3年6月21日（1750年7月24日）     |
| 柳原光綱       | 延享4年12月19日（1748年1月19日）   | 宝暦10年9月28日（1760年11月5日）*   |
| 広橋兼胤       | 寛延3年6月21日（1750年7月24日）    | 安永5年12月25日（1777年2月3日）     |
| 姉小路公文     | 宝暦10年10月19日（1760年11月26日） | 安永3年10月18日（1774年11月21日）   |
| 油小路隆前     | 安永3年10月18日（1774年11月21日）  | 天明8年1月11日（1788年2月17日）     |
| 久我信通       | 安永5年12月25日（1777年2月3日）    | 寛政3年11月23日（1791年12月18日）   |
| 万里小路政房   | 天明8年1月11日（1788年2月17日）    | 寛政5年4月13日（1793年5月22日）     |
| 正親町公明     | 寛政3年12月25日（1792年1月18日）   | 寛政5年4月28日（1793年6月6日）      |
| 勧修寺経逸     | 寛政5年7月26日（1793年9月1日）     | 享和3年12月22日（1804年2月3日）     |
| 千種有政       | 寛政5年7月26日（1793年9月1日）     | 文化7年5月22日（1810年6月23日）     |
| 広橋伊光       | 享和3年12月22日（1804年2月3日）    | 文化10年9月15日（1813年10月8日）    |
| 六条有庸       | 文化7年5月22日（1810年6月23日）    | 文化14年8月12日（1817年9月22日）    |
| 山科忠言       | 文化10年9月15日（1813年10月8日）   | 文政5年6月13日（1822年7月30日）     |
| 広橋胤定       | 文化14年8月12日（1817年9月22日）   | 天保2年1月20日（1831年3月4日）      |
| 甘露寺国長     | 文政5年6月13日（1822年7月30日）    | 天保7年8月27日（1836年10月7日）     |
| 徳大寺実堅     | 天保2年1月20日（1831年3月4日）     | 弘化5年2月9日（1848年3月13日）      |
| 日野資愛       | 天保7年8月27日（1836年10月7日）    | 弘化2年10月22日（1845年11月21日）   |
| 坊城俊明       | 弘化2年10月22日（1845年11月21日）  | 嘉永7年6月30日（1854年7月24日）     |
| 三条実万       | 弘化5年2月9日（1848年3月13日）     | 安政4年4月27日（1857年5月20日）     |
| 東坊城聡長     | 嘉永7年6月30日（1854年7月24日）    | 安政5年3月17日（1858年4月30日）     |
| 広橋光成       | 安政4年4月27日（1857年5月20日）    | 文久2年閏8月5日（1862年9月28日）    |
| 万里小路正房   | 安政5年5月1日（1858年6月11日）     | 安政6年1月17日（1859年2月19日）     |
| 坊城俊克       | 安政6年2月9日（1859年3月13日）     | 文久3年6月21日（1863年8月5日）      |
| 野宮定功       | 文久2年11月7日（1862年12月27日）   | 慶応3年4月17日（1867年5月20日）     |
| 飛鳥井雅典     | 文久3年6月22日（1863年8月6日）     | 慶応3年12月9日（1868年1月3日） 廃止 |
| 坊城俊克（再） | 文久4年1月23日（1864年3月1日）     | 元治元年7月26日（1864年8月27日）    |
| 日野資宗       | 慶応3年4月19日（1867年5月22日）    | 慶応3年12月9日（1868年1月3日） 廃止 |